# NGC 2797
NGC 2797 je galaksija u zviježđu Raku.

## Vanjske poveznice
- SEDS: NGC 2797